# デイブ・フィンレー
デイブ・フィンレー（Dave Finlay、1958年1月31日 - ）は、北アイルランドのプロレスラー。ベルファスト出身。フルネームはデビッド・エドワード・フィンレー・ジュニア（David Edward Finlay Jr.）。
息子のデビッド・フィンレー、ブロガン・フィンレーもプロレスラーである。

## 来歴

### キャリア初期
1978年10月、プロレスラーとして正式にデビューし、ジョイント・プロモーションズを拠点にヒールのポジションで活動。当時イギリスへ修行に来ていた佐山聡や前田日明とも試合を行っている。
1983年7月に新日本プロレスに初来日し、初代タイガーマスクとも対戦。以降も英国マットを主戦場に、初代ブラック・タイガーのローラーボール・マーク・ロコともタッグを組んだ（両者は1989年10月に行われたWWF英国遠征の前座試合にも出場している）。1990年2月には新興団体のオールスター・プロモーションズにおいて、トニー・セント・クレアーからブリティッシュ・ヘビー級王座を奪取。翌1991年4月にデイブ・テイラーに敗れるまで、1年以上に渡ってタイトルを保持した。
1991年2月に新日本に再来日。その後も1990年代前半は新日本の常連外国人として、TOP OF THE SUPER Jr.にも出場するなど、新日ジュニア全盛期を大いに沸かせた。この時期、ヨーロッパではオットー・ワンツが主宰するドイツのキャッチ・レスリング・アソシエーション（CWA）に参戦し、初代タイガーマスクの好敵手だったスティーブ・ライトやWWFで活躍したポール・ローマと世界ミドル級王座を争っている。

### WCW
1995年、ベルファスト・ブルーザー（The Belfast Bruiser）のリングネームでWCWに参戦。1996年にはロード・スティーブン・リーガルと北アイルランド対イングランドの抗争を展開。4月29日放送（4月22日収録）のマンデー・ナイトロでは駐車場でのストリートファイトマッチが行われた。その後、フィット・フィンレー（Fit Finlay）と改名し、1998年5月4日にブッカー・Tから世界TV王座を奪取。以降もエディ・ゲレロやクリス・ベノワらを相手に防衛戦を行うも、6月14日のグレート・アメリカン・バッシュでブッカー・Tにタイトルを奪還された。1999年からはラフファイトの強さを活かしてハードコア戦線にも進出し、ブライアン・ノッブスともタッグチームを結成していたが、怪我で欠場中の2001年にWCWは崩壊することになる。

### WWE
その後2001年にWWE（当時WWF）のエージェントとして迎えられ、女子選手のコーチも担当するなど裏方業務に専念していた（2004年3月のWWEのスコットランド・グラスゴーでの興行で、ジェイミー・ノーブルを相手に一時的にカムバックしたことがある）。
2005年12月にスマックダウンにてレスラー復帰。15歳の時からサーカスでレスリングをしていたという本人の経歴を生かし、「ケンカ好きのアイルランド人」ギミックでアイルランドのシンボルカラーである緑色をベースにしたレスリングユニフォームで戦う。2006年2月には日本公演にも参戦。その後は年齢（ロードに参加しているスーパースターの中では、リック・フレアーに次ぐ高齢だった）を感じさせぬファイトと、イギリス時代に培ったレスリング技術そしてヒールとしての観客の心理操作技術もいかんなく発揮し、タッグマッチではあるがメインイベントにも出場した。

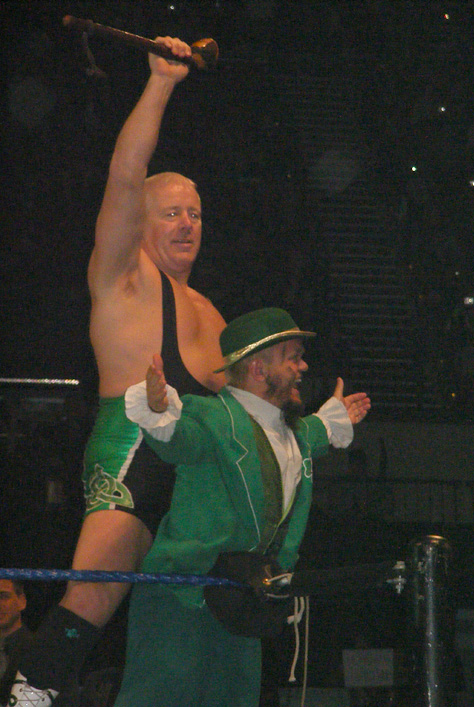
フィンレーとホーンズワグル

2006年7月にはボビー・ラシュリーを破りUS王座を獲得し、2007年頃からはホーンズワグルとのコンビで活躍。ケインやレイ・ミステリオと抗争後、サバイバー・シリーズのグレート・カリとホーンスワグルの試合に乱入し、ホーンズワグルを救出。WWEに登場後、初めてベビーフェイスに転向した。この時、フィンレーが実はホーンズワグルの父親であったということが判明（もちろんプロレスにおけるギミックである）。
2008年に入ってJBLと抗争、3月のRAWでのケン・ケネディ戦では、JBLへの見せしめとしてケネディをシレイリ（棍棒）でメッタ打ちにし欠場（映画撮影のための予定された欠場）に追い込んだ。3月30日のレッスルマニア24では、JBLとベルファスト・ブロウル・マッチで対戦するも敗れる。6月に行われた追加ドラフトの結果、「息子」であるホーンズワグルと共にECWに移籍、ジョン・モリソン&ザ・ミズやマイク・ノックス、マーク・ヘンリーなどと抗争を繰り広げた。
2009年のレッスルマニア25ではマネー・イン・ザ・バンク・ラダー・マッチに出場。その後の追加ドラフトで「息子」のホーンズワグルがRAWへ移籍。自身は6月末のトレードでスマックダウンへ移籍し、ドルフ・ジグラー、マイク・ノックスと抗争した。
2010年からはロード・エージェントとしての活動や若手選手の指導役に専念していたが、2011年3月29日付でWWEとの契約を解除された。

### インディー団体
WWE退団後、2011年7月26日にEVOLVEに参戦。リングネームをWCW時代に使用していたフィット・フィンレー名義で出場し、サミ・キャラハンと対戦して勝利した。以降、年齢を感じさせないコンディションを保ってアメリカのみならずヨーロッパのインディー団体にも参戦。
10月7日、ドイツのハノーファーを拠点とする団体であるEWP（European Wrestling Promotion）にてディック東郷と対戦して勝利。11月24日、日本の団体であるSMASHに参戦するため来日。SMASH23にてSMASH王座を保持するスターバックに挑戦して勝利し、ベルトを奪取した。
2012年2月4日、WCW時代に共に活動したクロウバーとタッグを組んでサム & マヌと対戦して勝利した。
同月19日、再びSMASHに参戦するため来日し、SMASH 25にて挑戦者のTAJIRIを相手に防衛に成功した。3月にSMASHは解散となったが、19日のTDCホールでの解散興行において"Keep wrestling classic"の言葉を残して去り、TAJIRIはその言葉を胸に新団体であるWNC（Wrestling New Classic）を旗揚げした。フィンレーはWNCにチャンピオンベルトを贈り、WNCチャンピオンシップ管理委員会コミッショナーに就任した。
5月12日、ROHに参戦。ROH世界TV王座を保持するロデリック・ストロングに挑戦するもベルトを奪取するに至らなかった。
同月24日、WNCに初参戦し、AKIRAを相手に勝利。翌26日にはゼウスと対戦して勝利した。
12月22日、EWPにて息子のデビッド・フィンレー・ジュニアのデビュー戦に親子タッグを結成。イングランドプロレス界の雄であるダニー・コリンズ & ロビー・ブルックサイドの胸を借りてアイリッシュ・ストリートマッチを行い勝利した。

### WWE復帰
2012年、再びエージェントとしてWWEに復帰している。また7月からはプロデューサーとして活動を始めた。

## 得意技
- ケルティック・クロス（Celtic Cross）

尻餅をつくようにして、背中に担いだ相手の体を斜めの状態にして頭部をマットに叩きつける。技名は「ケルトの十字架」という意味で、技の形が十字になっていることにも由来している。
- ケルティック・ノット（Celtic Knot）

変形インディアン・デスロック。
- ローリング・ヒルズ（Rolling Hills）

カミカゼ。
- ツームストン・パイルドライバー
- DDT
- セントーン
- ヒップ・プレス
- レッグ・ドロップ
- 顔面への低空蹴りまたはドロップキック
- シレイリ（Shillelagh）での殴打

反則行為であるためレフェリーの注意をそらした隙に、シレイリ（アイルランドの棍棒）で相手の頭や膝などを殴打する。

## タイトル歴
WWE
- US王座：1回

WCW
- WCW世界TV王座：1回

ジョイント・プロモーションズ
- ブリティッシュ・ミッドヘビー級王座：5回
- ブリティッシュ・ライトヘビー級王座：2回

オールスター・プロモーションズ
- ブリティッシュ・ヘビー級王座：1回

ブリティッシュ・チャンピオンシップ
- 世界ミッドヘビー級王座：4回

CWA（オットー・ワンツ派）
- CWAインターナショナル・ヘビー級王座：1回
- CWA世界ミドル級王座：4回
- CWA世界タッグ王座：1回（w / マーティン・ジョーンズ）
- CWA英連邦ヘビー級王座：1回

SMASH
- SMASH王座

## 入場曲
- Lambeg
- Hes Ma Da - 現在使用中